# ナガサ
ナガサとは、マタギに用いられている狩猟刀（山刀）の名称である。叉鬼山刀（マタギナガサ）と呼ばれることもある。
マタギやアイヌ民族の用いる短刀の名称から「マキリ」と呼ばれることもあるが、ナガサは形状と大きさが共に大きく、アイヌの「タシロ」と呼ばれるものに近い。

## 概要
6～7寸（約18 - 21センチメートル）前後の刃渡りを持つ、鉈に似た片手持ちの刀剣もしくは剣鉈で、片刃で切っ先の大きなものが多い。刀身はタタラ製鉄と類似した技法で製作されている。
柄が木ではなく、刀身と一体となった筒状になっているものは特にフクロナガサ（袋ナガサ）と呼ばれる。これは、ある程度の長さの木の枝や棒の先端を差し込んで固定し、熊を始めとした大型獣を仕留めるための即席の狩猟用槍として用いることを考えたものである。
フクロナガサの様式で刃渡りが4～6寸 （約12 - 18センチメートル程度）と短いのものもあり、これらはマスケと呼ばれる。